# 애니데스크
애니데스크(AnyDesk)는 애니데스크 소프트웨어 GmbH가 제공하는 독일의 사유 원격 데스크톱 애플리케이션이다. 이 소프트웨어 프로그램은 호스트 애플리케이션을 실행하는 개인 컴퓨터와 기타 장치들에 플랫폼 독립적인 원격 접근을 제공한다. 원격 제어, 파일 전송, VPN 기능을 제공한다.

## 기업
애니데스크 소프트웨어 GmbH는 2014년 독일 슈투트가르트에서 설립되었으며 현재 미국과 중국에 자매 기업을 두고 있다.

## 소프트웨어
애니데스크는 데이터의 전송량을 최소한으로 줄이면서 사용자가 고품질의 영상과 소리 전달을 경험할 수 있도록 설계된 사유 비디오 코덱 데스크RT(DeskRT)를 사용한다.
프로그램 용량은 3메가바이트로 작은 편이다.

## 같이 보기
- VNC